# Notiphila indica
Notiphila indica är en tvåvingeart som beskrevs av Nina Krivosheina 2001. Notiphila indica ingår i släktet Notiphila och familjen vattenflugor.
Artens utbredningsområde är Assam (Indien). Inga underarter finns listade i Catalogue of Life.